# Phlogiellus
Phlogiellus là một chi nhện trong họ Theraphosidae.

## Các loài
Chi này gồm các loài:
- Phlogiellus aper (Simon, 1891)
- Phlogiellus atriceps Pocock, 1897
- Phlogiellus bicolor Strand, 1911
- Phlogiellus brevipes (Thorell, 1897)
- Phlogiellus inermis (Ausserer, 1871)
- Phlogiellus insularis (Simon, 1877)
- Phlogiellus nebulosus (Rainbow, 1899)
- Phlogiellus ornatus (Thorell, 1897)
- Phlogiellus subarmatus (Thorell, 1891)
- Phlogiellus subinermis (Giltay, 1934)